# استان پینار دل ریو
استان پینار دل ریو (به اسپانیایی: Pinar del Río Province) یک استان در کوبا است که در غرب این کشور واقع شده‌است. مرکز این استان، پینار دل ریو است

## خصوصیات
استان پینار دل ریو ۸٬۸۸۴٫۵۱ کیلومترمربع مساحت و ۵۹۲٬۸۵۱ نفر جمعیت دارد.